# Espadaña
Espadaña é um município da Espanha na província de Salamanca, comunidade autónoma de Castela e Leão, de área 39,45 km² com população de 45 habitantes (2007) e densidade populacional de 1,19 hab/km².

## Demografia
| Variação demográfica do município entre 1991 e 2004 | Variação demográfica do município entre 1991 e 2004 | Variação demográfica do município entre 1991 e 2004 | Variação demográfica do município entre 1991 e 2004 |
| --------------------------------------------------- | --------------------------------------------------- | --------------------------------------------------- | --------------------------------------------------- |
| 1991                                                | 1996                                                | 2001                                                | 2004                                                |
| 70                                                  | 58                                                  | 38                                                  | 47                                                  |